# António Simões
António Simões Costa, född 14 december 1943, är en portugisisk fotbollstränare och före detta spelare. Han tillbringade större delen av sin karriär i Benfica där han vann Europacupen 1962. Han spelade också i ett antal lag i USA, där han senare startade sin tränarkarriär. För Portugals landslag spelade Simões 46 landskamper och var med när landet vann VM-brons 1966.

## Meriter
Benfica
- Europacupen: 1962
- Primeira Liga (10): 1963, 1964, 1965, 1967, 1968, 1969, 1971, 1972, 1973, 1975
- Portugisiska cupen (5): 1962, 1964, 1969, 1970, 1972

Portugal
- VM-brons: 1966